# فردی مرده‌است: آخرین کابوس
فردی مرده‌است: آخرین کابوس (به انگلیسی: Freddy's Dead: The Final Nightmare) که همچنین با عنوان کابوس در خیابان الم ۶: فردی مرده‌است نیز شناخته می‌شود، یک فیلم کمدی ترسناک و اسلشر آمریکایی به کارگردانی راشل تالالی محصول سال ۱۹۹۱ است. قرار بود که این فیلم ششمین و آخرین قسمت از مجموعه فیلم‌های قاتلی به نام فردی کروگر باشد، اما موفقیت این فیلم مانع تمام شدن این سری شد. فیلم کابوس جدید وس کریون پس از این فیلم تولید شد. شخصیت فردی کروگر دوباره در سال ۲۰۰۳ در فیلم فردی علیه جیسون بازگشت. این اولین فیلم شرکت نیو لاین سینما بود که به صورت سه بعدی منتشر شد.
از بازیگران این فیلم می‌توان به رابرت انگلوند در نقش فردی کروگر، لیسا زین، یافت کوتو، برکین میر، شان گرینبلت، ریکی دین لوگان و لزلی دین اشاره کرد. به علاوه چند بازیگر معروف از جمله جانی دپ (که اولین فیلمش کابوس در خیابان الم بود)، روسین بار، تام آرنولد و آلیس کوپر نیز نقش‌هایی کوتاه در این فیلم ایفا کرده‌اند.

## بازیگران
| بازیگر         | نقش                |
| -------------- | ------------------ |
| لیسا زین       | مگی بارافز         |
| رابرت انگلوند  | فردی کروگر         |
| شان گرینبلت    | شان دو             |
| لزلی دین       | تریسی              |
| برکین میر      | اسپنسر             |
| ریکی دین لوگان | کارلوس             |
| یافت کوتو      | داک                |
| توبی سکستون    | نوجوانی فردی کروگر |
| لیندسی فیلدز   | لورتا کروگر        |
| جانی دپ        | شخصی در تلویزیون   |
| توماس آرنلد    | مرد بدون بچه       |
| روزان بار      | اتل                |
| آلیس کوپر      | آقای آندروود       |